# Erinnyis
Erinnyis ist eine Gattung der Schmetterlinge aus der Familie der Schwärmer (Sphingidae). Benannt ist sie nach den Erinnyen.

## Merkmale
Die kleinen bis mittelgroßen Falter haben einen sehr stromlinienförmigen Körperbau mit schmalen Flügeln und schmalem Körper. Die Vorderflügel sind düster braun, grau und schwarz gemustert. Die Hinterflügel der meisten Arten sind auffallend grell orange oder gelb gefärbt. Die Morphologie der Genitalien ähnelt jener bei den Gattungen Pseudosphinx und Isognathus.
Junge Raupen haben ein langes, schlankes Analhorn, im letzten Raupenstadium ist das Analhorn jedoch zu einem kurzen Stummel reduziert. Bei den meisten Arten trägt die Raupe im letzten Stadium am Rücken des ersten Hinterleibssegmentes einen auffälligen rot-schwarzen Augenfleck.
Die Puppen aller Arten sehen sich sehr ähnlich. Sie haben eine glänzend schwarze Grundfarbe und kräftige orange Binden und Muster.

## Vorkommen und Lebensweise
Die Gattung ist neotropisch verbreitet. Manche Arten haben ein großes Verbreitungsgebiet, das beispielsweise von Südamerika bis in den Süden der Vereinigten Staaten reicht. Bei einigen Arten ist bekannt, dass sie lange Wanderflüge vollziehen, so werden Erinnyis ello und Erinnyis obscura vereinzelt sogar in Kanada nachgewiesen. In Nordamerika treten neben diesen beiden Arten noch Erinnyis alope, Erinnyis lassauxii und Erinnyis crameri auf. Die Verpuppung findet bei allen Arten am Erdboden in einem locker gesponnenen Kokon statt, in den auch Pflanzenteile u. ä. eingearbeitet werden.

## Systematik
Weltweit sind 12 Arten der Gattung bekannt, Tuttle erachtet jedoch Erinnyis domingonis als Synonym von E. obscura.
- Erinnyis alope (Drury, 1773)
- Erinnyis crameri (Schaus, 1898)
- Erinnyis domingonis (Butler, 1875)
- Erinnyis ello (Linnaeus, 1758)
- Erinnyis guttularis (Walker, 1856)
- Erinnyis impunctata Rothschild & Jordan, 1903
- Erinnyis lassauxii (Boisduval, 1859)
- Erinnyis obscura (Fabricius, 1775)
- Erinnyis oenotrus (Cramer, 1780)
- Erinnyis pallida Grote, 186
- Erinnyis stheno (Geyer, [1829])
- Erinnyis yucatana (Druce, 1888)

Erinnyis alope
Erinnyis crameri
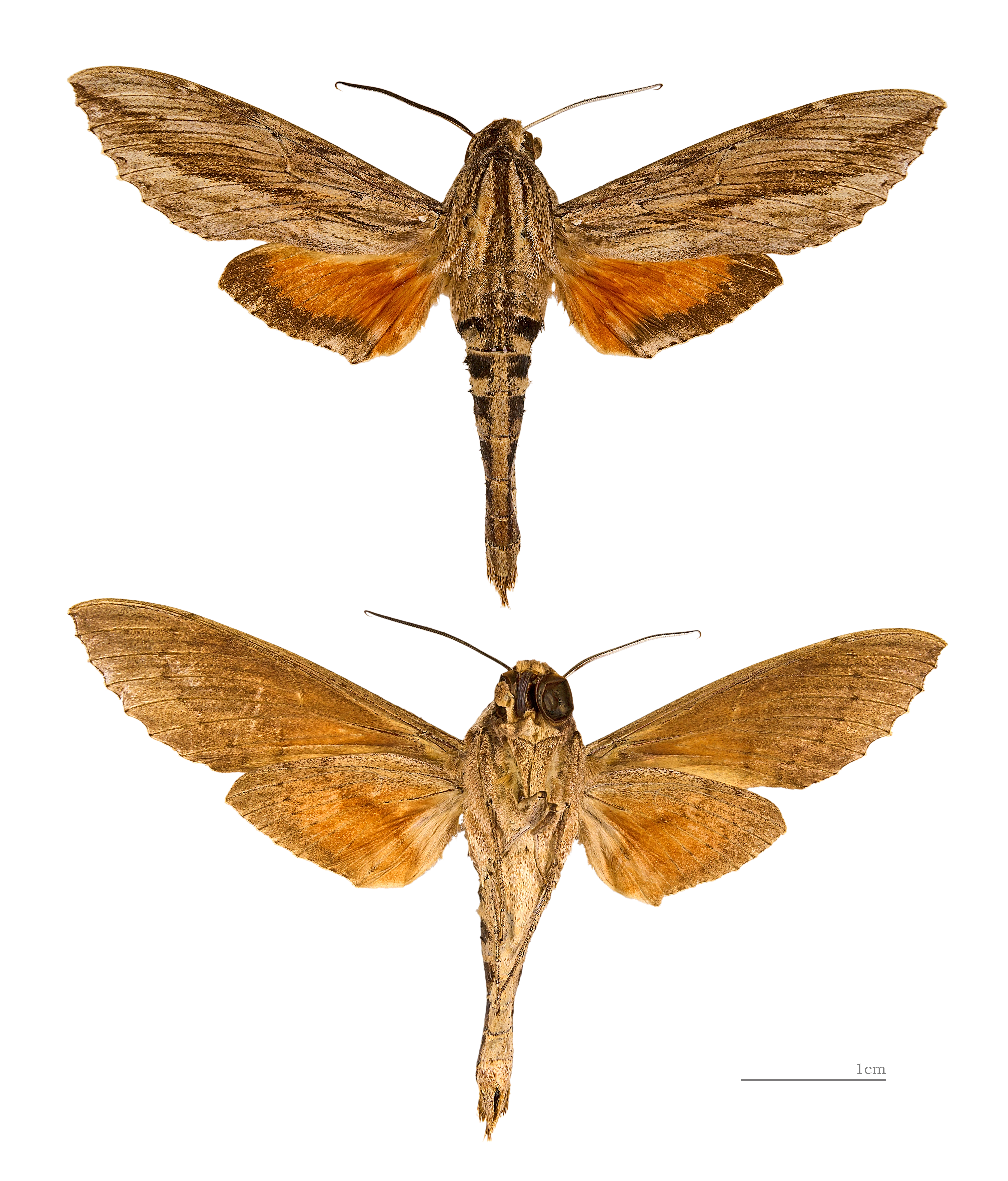
Erinnyis ello
Erinnyis guttularis
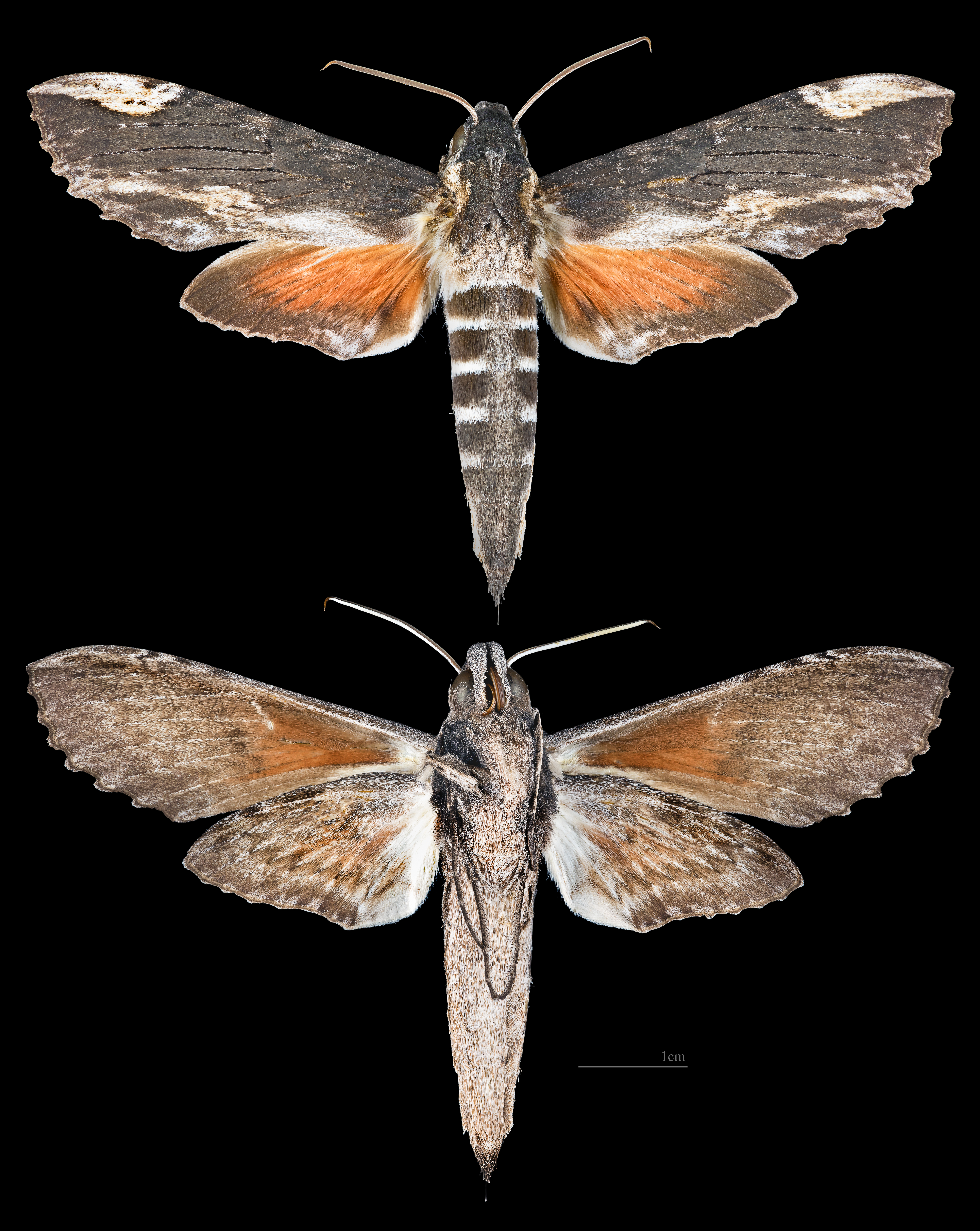
Erinnyis impunctata
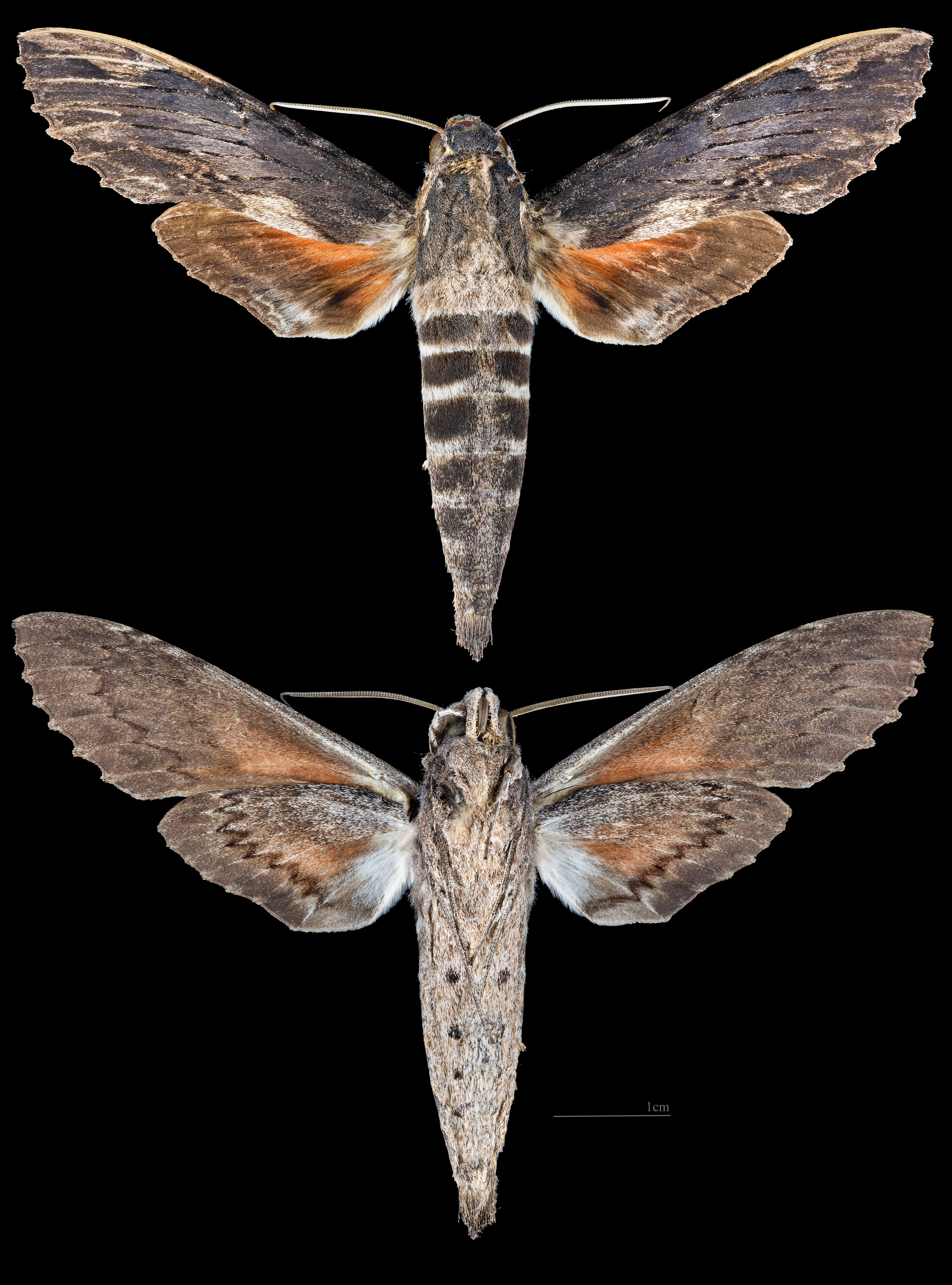
Erinnyis lassauxi
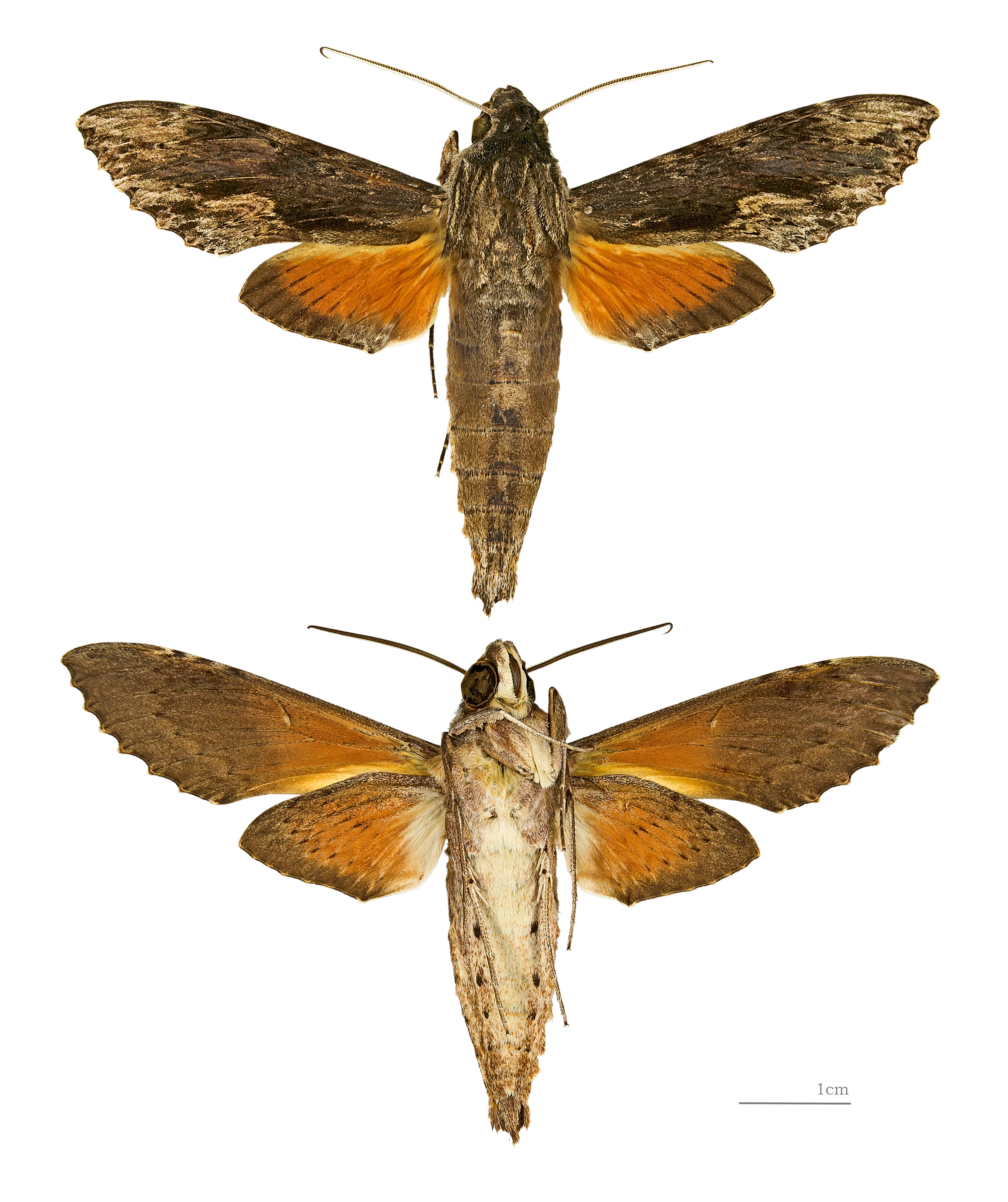
Erinnyis oenotrus
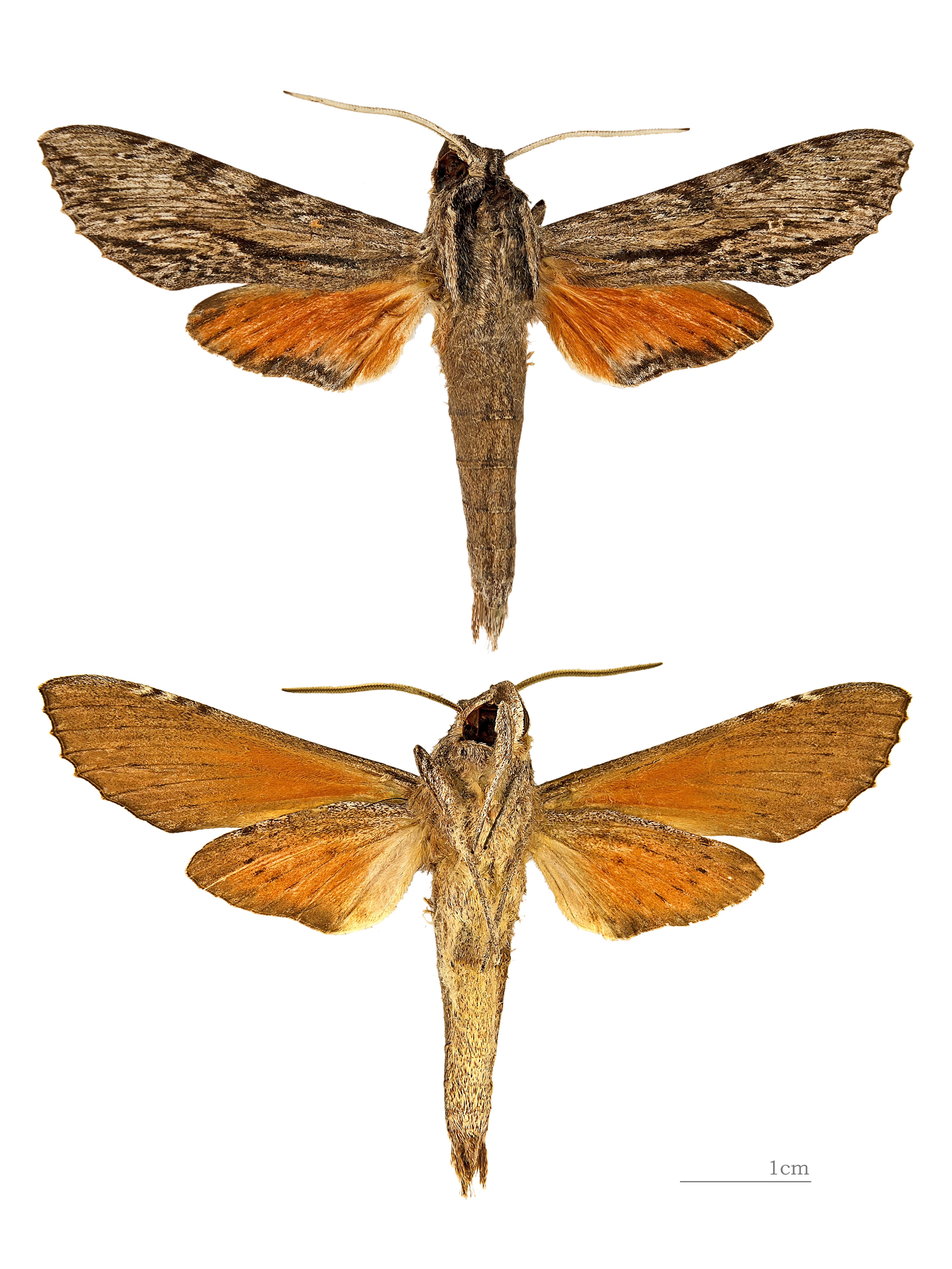
Erinnyis obscura
Erinnyis yucatana

## Belege